# 肯塔基州立大学
肯塔基州立大学（Kentucky State University，缩写：KSU）是一所位于美国肯塔基州法兰克福的州立大學、传统黑人大学。该大学创始于1886年，当时为有色人种州立师范学校（State Normal School for Colored Persons），1972年升格为大學。2017年《美國新聞與世界報道》将其排在“南部地区大學”中第16位。

## 历史

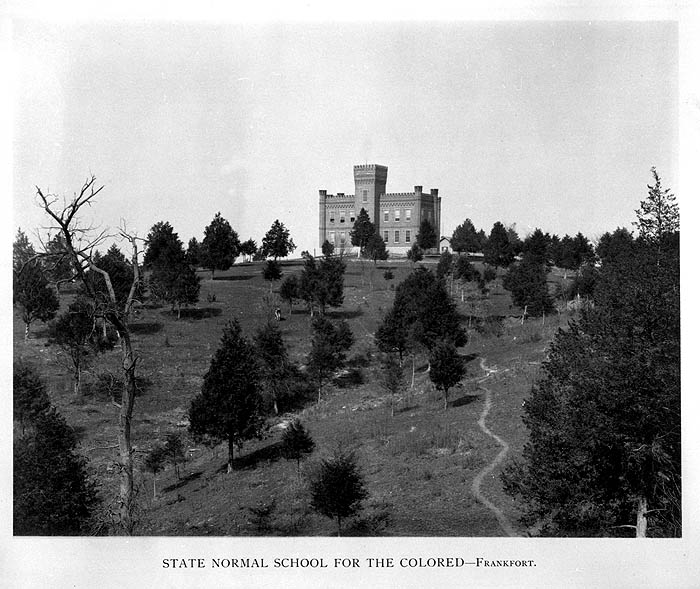
1898年大学最早的建筑Recitation Hall，后改名杰克逊堂（Jackson Hall）

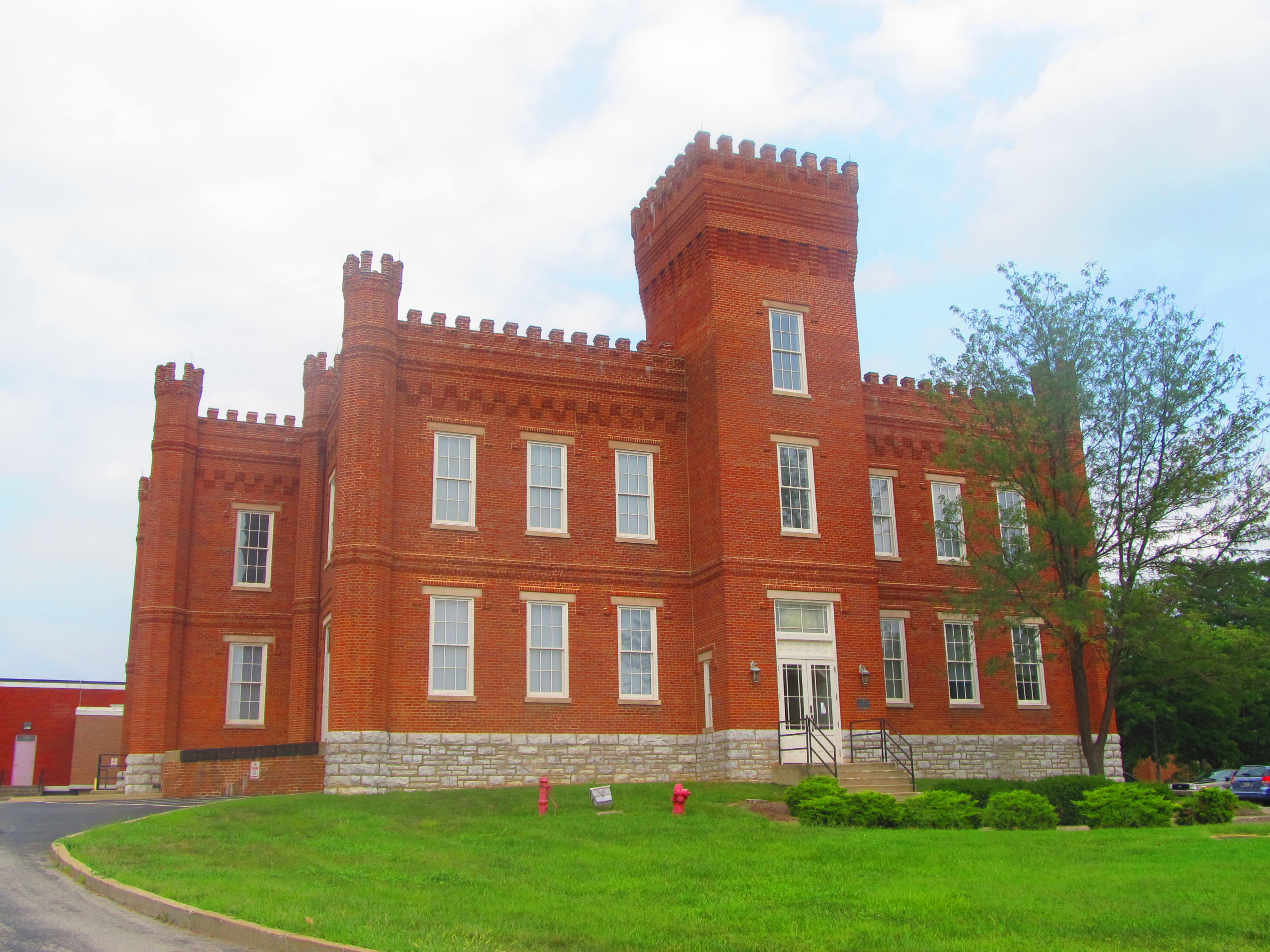
现在的杰克逊堂

1886年5月大学前身州立有色人种师范学院（State Normal School for Colored Persons）获办学许可，是肯塔基州成立的第二所州立高等教育机构。1887年10月11日正式开学，第一届学生共55名，老师三人，校长是约翰·H·杰克逊（John H. Jackson）。学校逐渐扩大，1902年改名肯塔基有色人种师范和工业学院（Kentucky Normal and Industrial Institute for Colored Persons），1926年又改作肯塔基有色人种工业学院（Kentucky State Industrial College for Colored Persons）。1930年代早期一度废校，1938年该做肯塔基州立黑人学院（Kentucky State College for Negroes）。1952年去掉黑人一词，1972年成为大學，1973年接受第一个研究生。2017年该大学教员对董事会投出不信任票，但一些黑人员工表示在升职和任期上受到歧视，他们表示信任董事会，而不信任学术评议会和其他教员的投票结果。